# Magical Dreamer
『Magical Dreamer』（マジカル・ドリーマー）は、LINDBERGの12作目のシングル。

## 概要
『LINDBERG V』からのリカットおよび2週連続リリース第2弾となった本作は、NHK教育テレビ連続アニメシリーズ『ヤダモン』のオープニング・テーマおよびエンディング・テーマ。
リカット扱いされているが、収録されている楽曲はアルバム収録のものとそれぞれ異なる（アルバムバージョン録音前に録音したもの）ため、商品ステッカーや広告などには「シングル・バージョン」と表記されている。アニメで使われたのはシングルバージョンである。ただし、「Magical Dreamer」は2番、「この空にちかって」は、2番のBメロ以降、サビの「My Dear Friend」は、リフレインの2度目のサビの渡瀬も歌っている「My Dear Friend」になっている。
アニメでは編曲者も書かれていたが、シングルの歌詞には編曲者のクレジットはない。

## 商品情報
- 8cmシングルCD 品番：TKDP-30692
- シングルカセット 品番：TKSP-20259
- 発売時本体価格：874円（発売時定価900円）
- CD初回分には、8cmシングルサイズの「ヤダモン」ステッカー封入。

## 収録曲
1. Magical Dreamer （シングル・バージョン）(5:11)
（作詞：渡瀬マキ　作曲：平川達也　編曲：井上龍仁、LINDBERG）
2. この空にちかって （シングル・バージョン）(5:29)
（作詞：渡瀬マキ　作曲：小柳昌法　編曲：井上龍仁、LINDBERG）
3. Magical Dreamer （カラオケ）(5:11)
4. この空にちかって （カラオケ）(5:29)